# Agricultorii subacvatici
Agricultorii subacvatici (rusă Подводные земледельцы) este un roman științifico-fantastic de Aleksandr Beleaev.
Romanul a fost publicat pentru prima dată în 1930.

## Prezentare
Entuziaști sovietici din Orientul Îndepărtat au decis să organizeze o industrie submarină pentru a folosi cât mai eficient bogăția oceanului și pentru a hrăni întregul Pământ. Cu ajutorul unui inginer din Leningrad (unde oamenii de știință sovietici au inventat o baterie cu o capacitate imensă) au reușit să realizeze acest vis. Cu baterii miniaturale, Gusik a realizat costume de scafandru speciale în care oxigenul este obținut prin electroliza apei din ocean. Acest lucru le permite să stea mult timp sub apă. Din coca unei navei japoneze scufundate au făcut domul locuinței subacvatice, unde au amenajat câmpuri plantate cu alge, instalații de procesare, tractoare subacvatice. Pentru a lupta împotriva braconierilor japonezi, în părțile îndepărtate ale fermei subacvatice au fost puși paznici subacvatici.
Cu toate acestea, cineva a început să strice și să distrugă în mod constant culturile. Vaniușa a încercat să găsească dăunătorul mult timp și a găsit în cele din urmă un submarin inamic care efectua aceste distrugeri. În mod neașteptat, Vaniușa a fost capturat de un comerciant japonez care era implicat în braconaj în apele sovietice. Mulțumită unor comuniști japonezi, Vaniușa a reușit să scape. Submarinul, care a reapărut și a încercat să distrugă locuința subacvatică, a fost capturat de un electromagnet puternic proiectat de inginerul Gusik. Captivul Tayama și-a făcut harakiri după ce marinarii săi au trecut de partea sovieticilor.

## Legături externe
- Agricultorii subacvatici la fantlab.ru

## Vezi și
- 1930 în literatură
- The Deep Range de Arthur C. Clarke - cu o temă similară
- A Darkling Sea de James L. Cambias - cu o temă similară